# Bob Hawke
Robert James Lee «Bob» Hawke (Bordertown, Australia Meridional; 9 de diciembre de 1929-Sídney, Nueva Gales del Sur; 16 de mayo de 2019) fue un político y sindicalista australiano que ejerció como primer ministro de Australia desde 1983 hasta 1991. Fue también líder del Partido Laborista Australiano en el mismo periodo. Desde 1979 era miembro de la Orden de Australia.

## Biografía
Robert James Lee Hawke nació en Bordertown, Australia Meridional. Su padre era ministro de la Iglesia congregacional y su tío, Albert Hawke, un importante dirigente del Partido Laborista Australiano y primer ministro de Australia Occidental entre los años 1953 y 1959. Después de completar la educación secundaria en Perth, obtuvo un doble título de bachiller en letras y derecho por la Universidad de Australia Occidental en 1952. Posteriormente estudió en la Universidad de Oxford con una beca Rhodes hasta 1956.
En su regreso a Australia comenzó a trabajar para el Consejo Australiano de Sindicatos (ACTU) y formó parte de las comisiones de arbitraje para la actualización de salarios. Terminaría ascendiendo a la presidencia del ACTU en 1969, cargo desde el cual se hizo un nombre en la sociedad australiana por sus dotes negociadoras y por su pragmatismo: en 1979 fue condecorado con la Orden de Australia «por su servicio en el movimiento sindical y en las relaciones industriales».
En la década de 1970 fue informante de los Estados Unidos, a los que pasó información sobre el gobierno australiano, el Partido Laborista Australiano y el movimiento obrero. Desempeña un papel importante en la evolución ideológica del Partido Laborista, alejándolo del keynesianismo y acercándolo al neoliberalismo.
Afiliado al Partido Laborista desde joven, en 1980 fue elegido parlamentario en la Cámara de Representantes por la circunscripción de Willis (Victoria). Tres años más tarde asumió como candidato laborista para las elecciones federales de Australia de 1983, en las que se impuso al entonces primer ministro Malcolm Fraser por mayoría absoluta. Hawke revalidó el cargo en los comicios de 1984, 1987 y 1990, lo que le convierte en el político laborista que más tiempo ha permaneció en el poder.
Como primer ministro impulsó programas nacionales de asistencia sanitaria universal (Medicare), prestaciones familiares, fondos de jubilación obligatorios, una ley amplia contra la discriminación sexual, y una oficina para la conservación del medioambiente. También logró reducir la inflación del dólar australiano, uno de los mayores problemas que habían tenido sus antecesores. En 1984 declaró Advance Australia Fair como nuevo himno nacional y en 1986 sancionó la Ley Australiana que abolía los últimos vínculos judiciales entre el país y Reino Unido.
A finales de la década de 1980 su popularidad disminuyó. En 1988 había llegado a un acuerdo secreto con su ministro de Hacienda, Paul Keating, para garantizarle la sucesión en el Partido Laborista si ganaban las elecciones de 1990. Sin embargo, Hawke no cumplió su promesa y Keating forzó una moción de confianza en diciembre de 1991, donde el comité directivo laborista decidió reemplazarle. Hawke dimitió en consecuencia como primer ministro el 20 de diciembre de 1991 y se mantuvo apartado de la política para no ensombrecer la gestión de Keating.
En los últimos años de su vida hizo campaña por el «sí» en el referéndum republicano de 1999 y mantuvo un relevante papel dentro de los laboristas australianos. Falleció el 16 de mayo de 2019 en su domicilio, a los 89 años, víctima de una breve enfermedad.

## Obras derivadas
La película para televisión Hawke, que narra la vida de Bob Hawke, se estrenó el 18 de julio de 2010 en la cadena Ten Network, con Richard Roxburgh en el papel del ex primer ministro. Rachael Blake y Felix Williamson interpretaron a Hazel Hawke y Paul Keating, respectivamente. Roxburgh repitió el papel en el sexto episodio de la cuarta temporada de The Crown, basada en el reinado de Isabel II.